# Shaun Ryder
Shaun William George Ryder (* 23. August 1962 in Little Hulton bei Manchester, England) ist ein britischer Sänger.

## Leben
Ryder war 1981 bis 1993 Sänger der Happy Mondays, einer der bedeutenderen Musikgruppen der Madchester-Bewegung. 1995 gründete er die Gruppe Black Grape, die bis 1997 aktiv war. 2000 war Ryder als Gastsänger des englischen Tenors Russell Watson (auf dessen Debütalbum The Voice) bei ihrer Coverversion des Songs Barcelona zu hören. 2005 schaffte es Shaun Ryder das erste Mal an die Spitze der britischen Singlecharts: als Gastsänger bei Dare der Musikgruppe Gorillaz. 
Ryder nahm 2010 an der zehnten Staffel von I’m a Celebrity…Get Me Out of Here!, der britischen Version von Ich bin ein Star – Holt mich hier raus!, teil.